# Palais d'Ulysse
Pour les articles homonymes, voir Ulysse (homonymie).
Le palais d'Ulysse, ou école d'Homère ou Agios Athanasios, est un vestige de palais mycénien et un site archéologique du XIVe siècle av. J.-C., situé dans le village de Stavrós, sur l'île d'Ithaque, dans les îles Ioniennes, en Grèce. La tradition l'associe à Ulysse, roi d'Ithaque et héros de la guerre de Troie, d'après les œuvres littéraires l'Iliade et l'Odyssée de la mythologie grecque d'Homère, au VIIIe siècle av. J.-C.

## Situation
Le site se trouve sur les hauteurs de la partie nord-ouest de l'ile, dans un décor d'oliveraies, près du village de Stavrós, avec une vue panoramique sur la rade de Fríkes et sur la mer Ionienne,.

Quelques vues depuis le palais
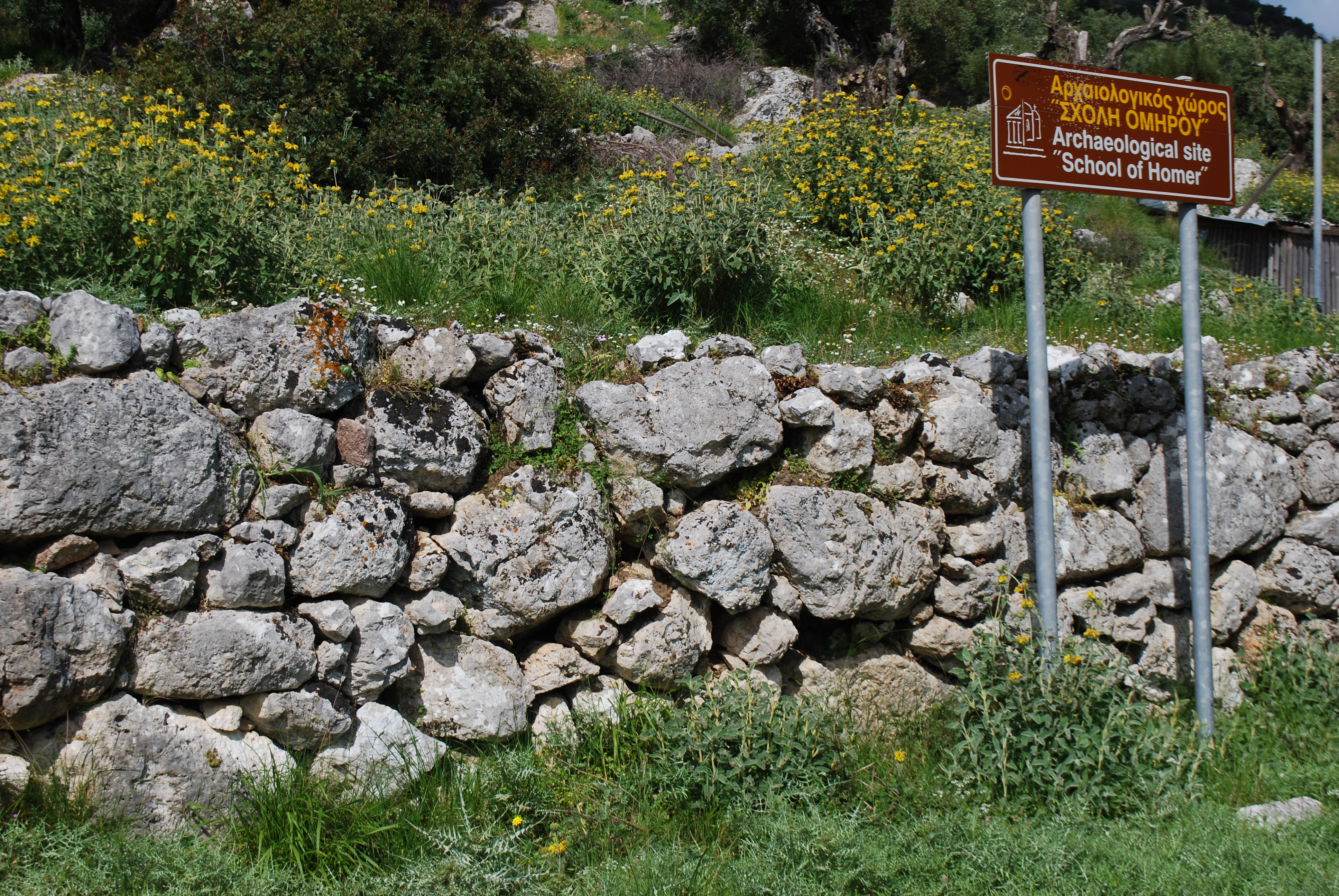
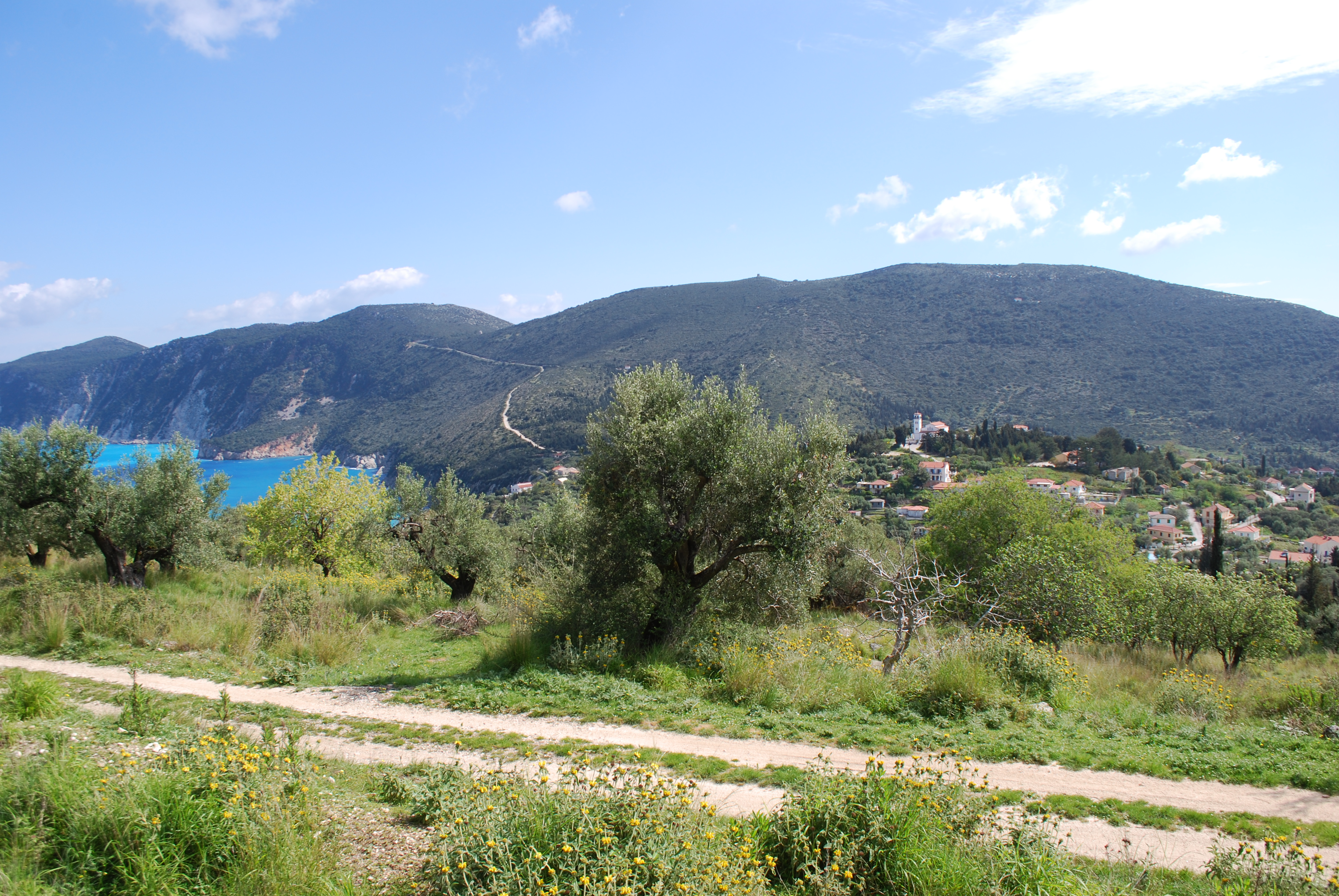
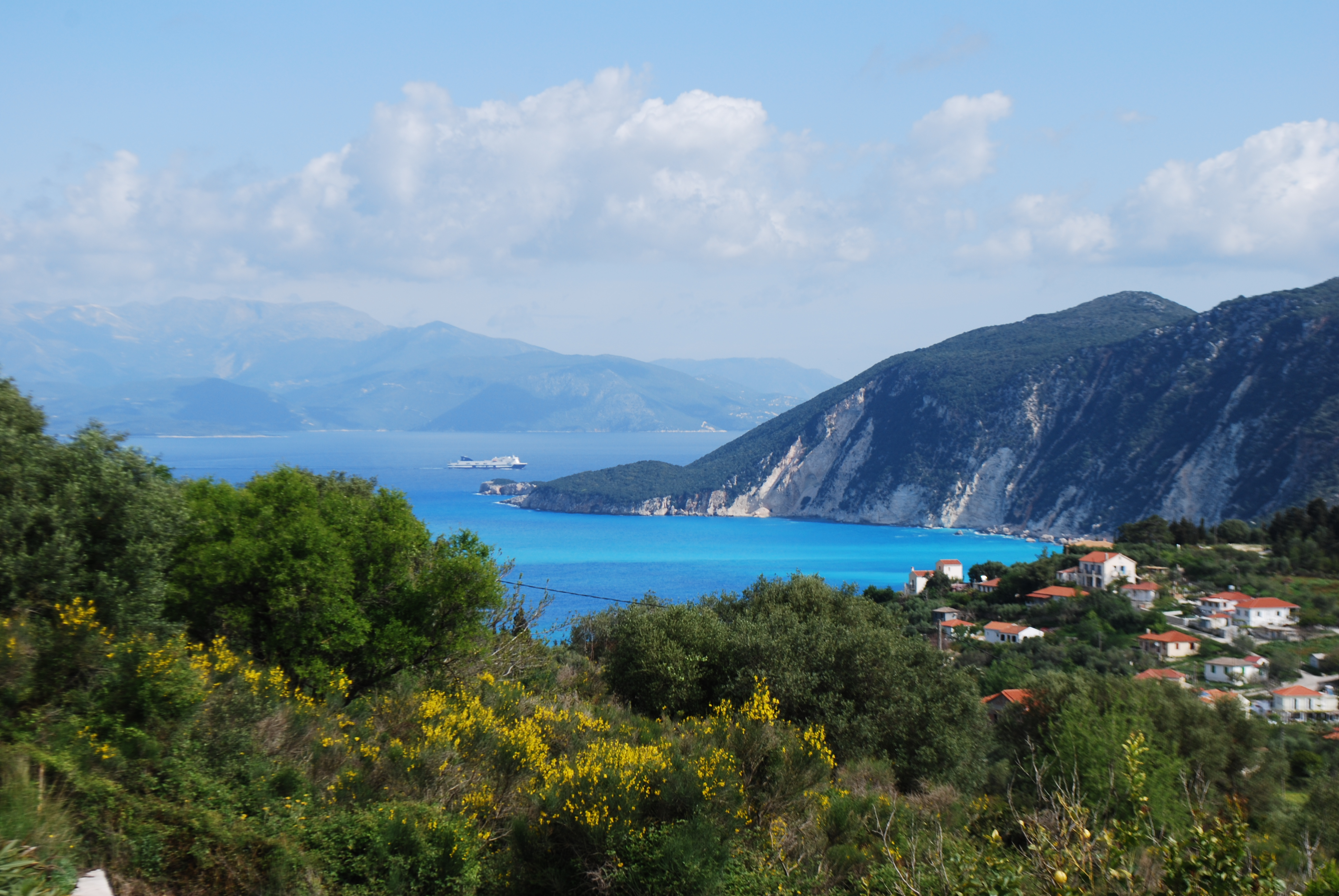

## Fouilles
Ces ruines sont étudiées depuis le XIXe siècle. Une importante campagne de fouilles archéologiques de 16 ans a été menée dans les années 2010. Des inscriptions anciennes trouvées sur le site témoigneraient d'un lieu de culte local au héros Ulysse de la mythologie grecque.

## Description
Le palais aurait été fondé au XIVe siècle av. J.-C., pendant la période mycénienne. Il semble avoir eu deux ou trois niveaux. Il a conservé quelques vestiges : murs cyclopéens, terrasses à étages, escaliers creusés dans la roche, fontaines, ateliers, réserves, système d'égouts, réservoir d'eau souterrain, et fragments de poterie d'art mycénien... Un monument funéraire et un puits daté d'environ 1200 av. J.-C. ont également été découverts sur le site. Ce palais présente des similitudes avec d'autres palais mycéniens tels que le palais de Nestor, dans le Péloponnèse.

## Galerie

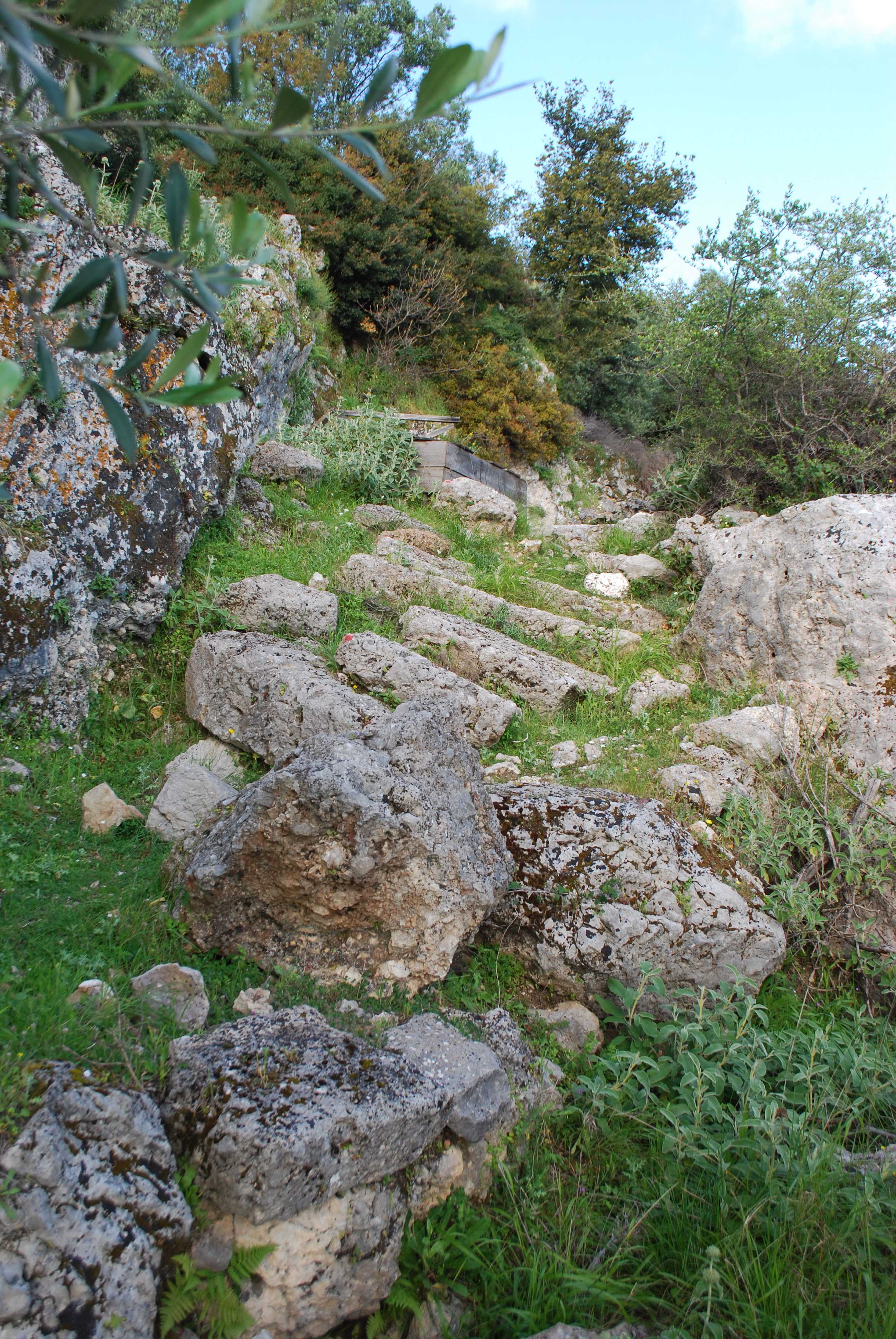
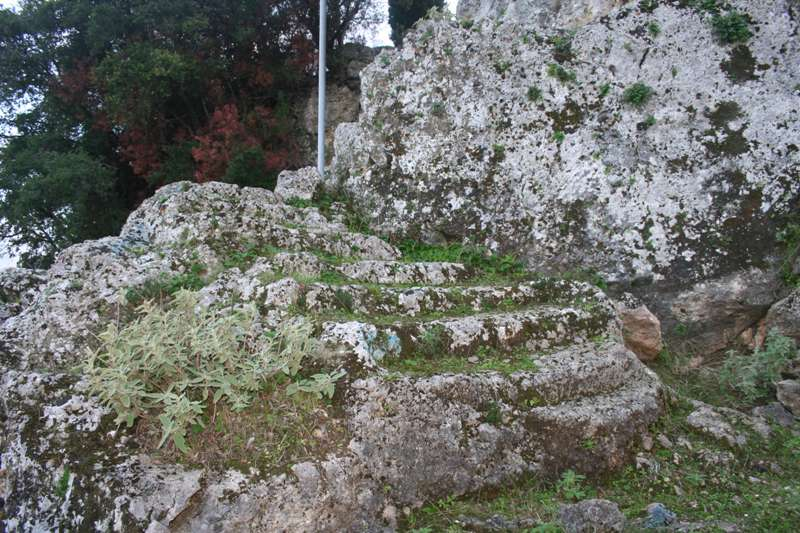
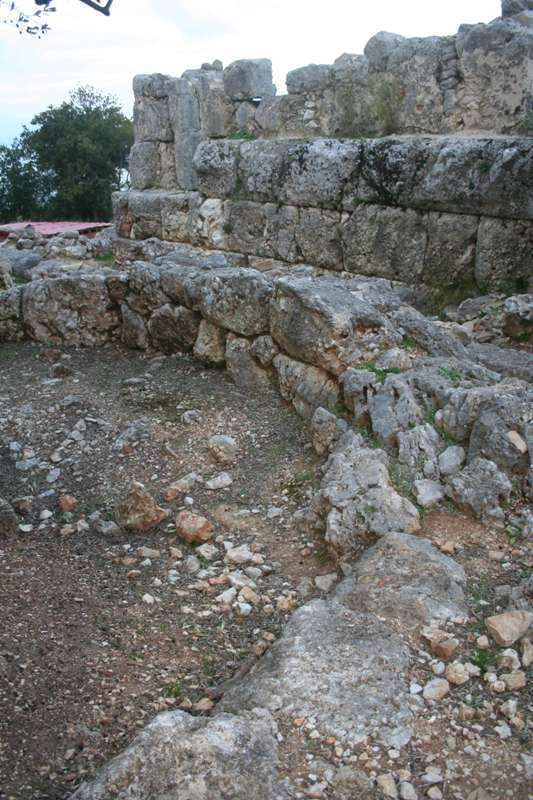
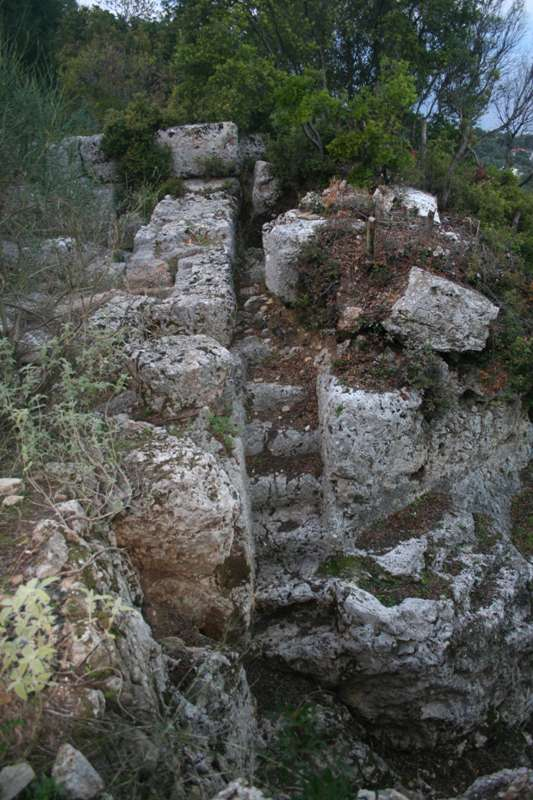
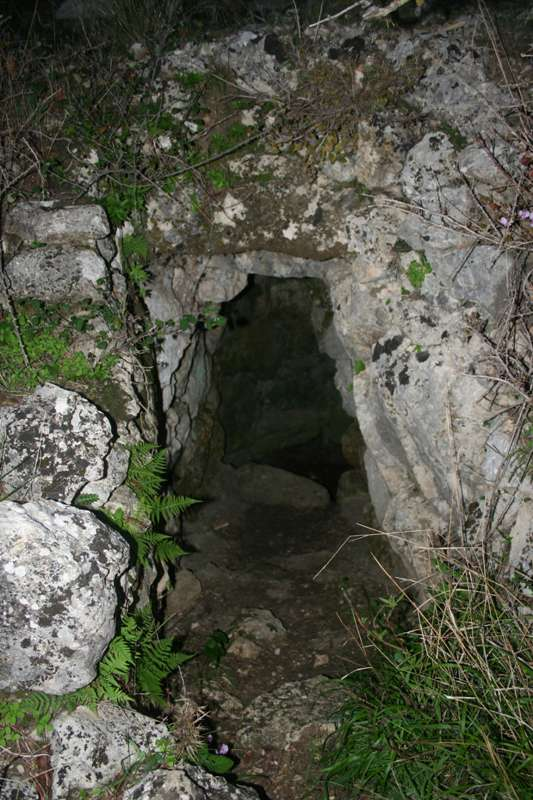

Quelques vestiges du palais
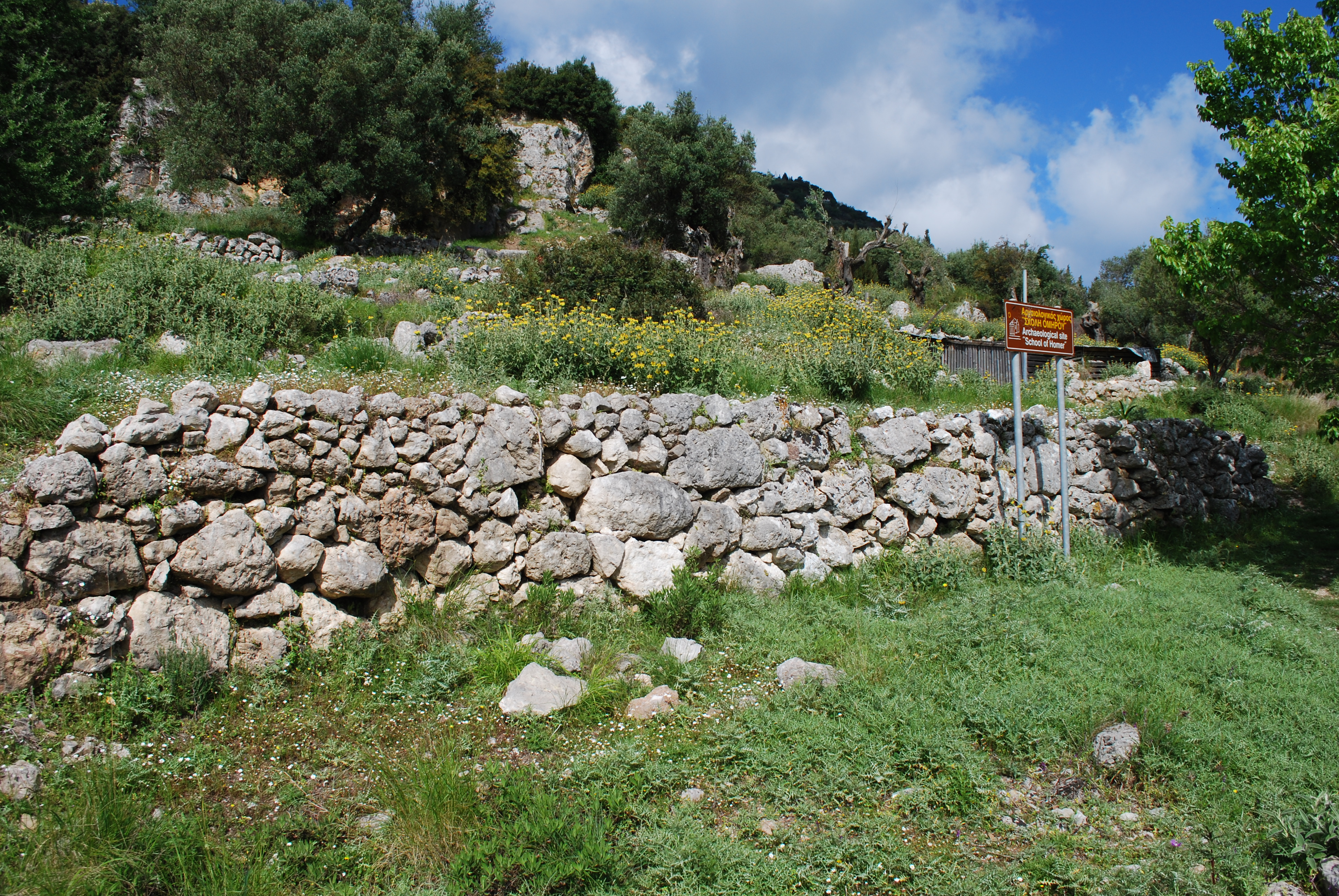
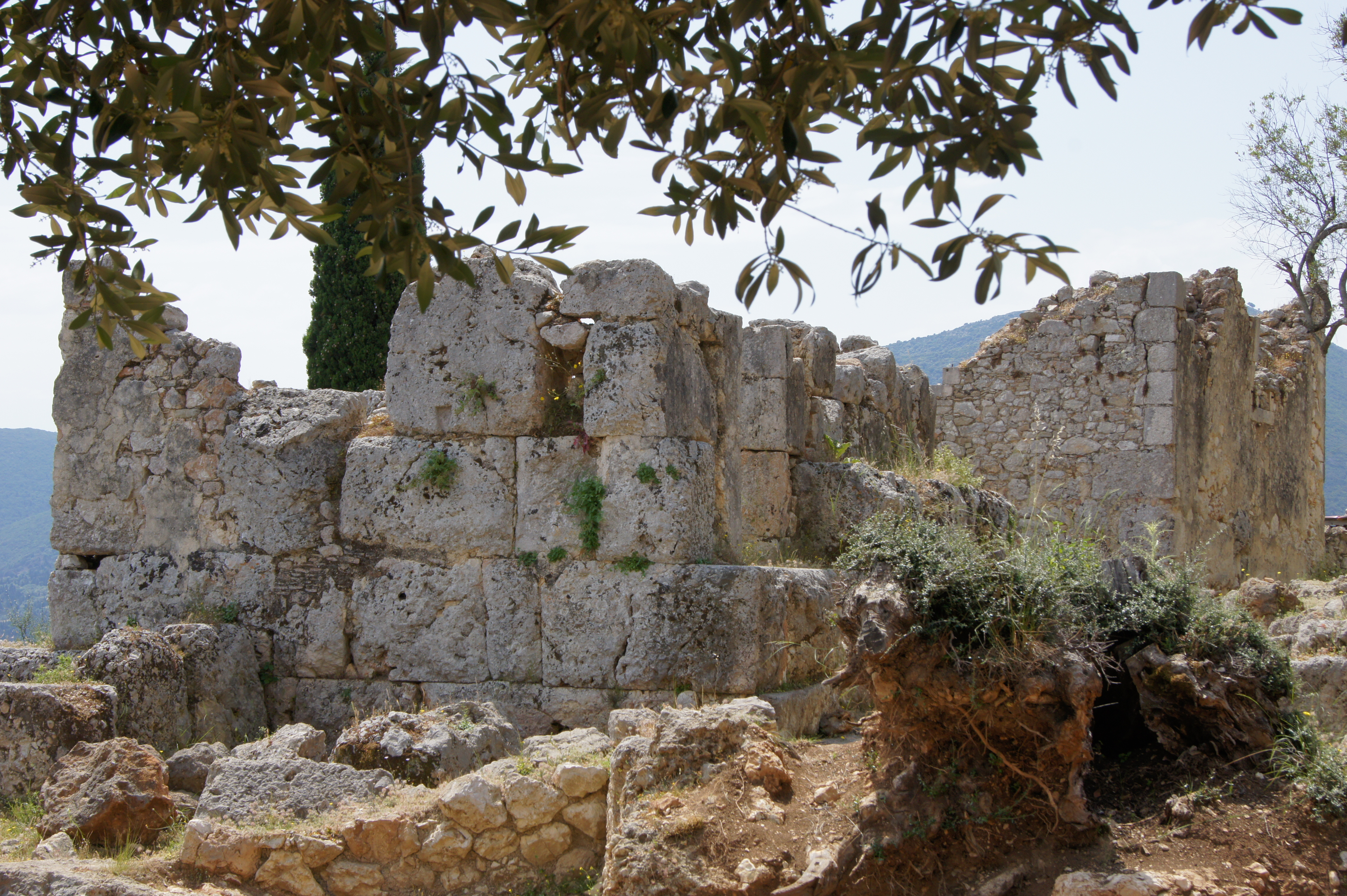
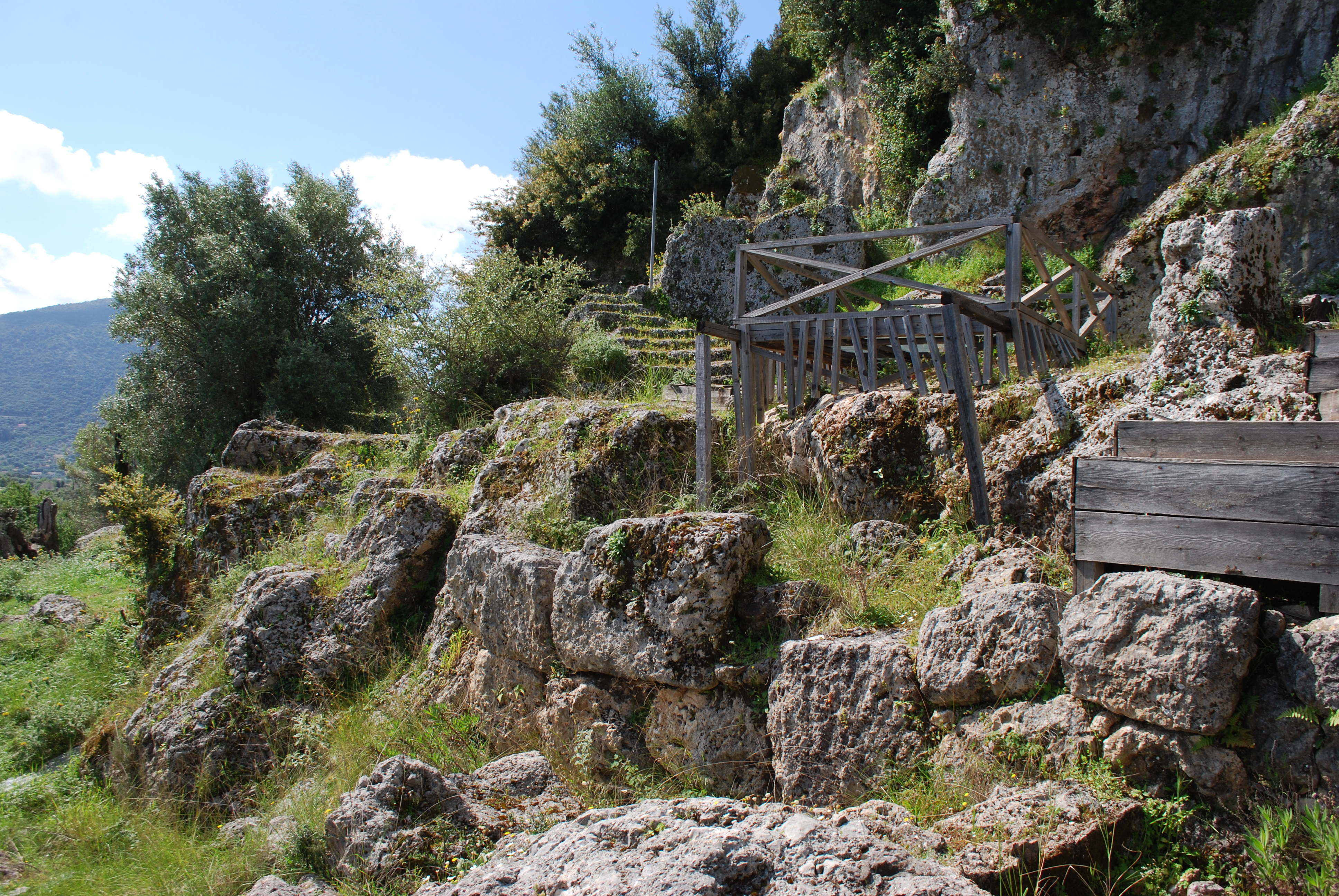

## Légende
Ce lieu de mémoire littéraire homérique a été nommé d'après Ulysse, roi d'Ithaque et héros légendaire de la guerre de Troie, d'après les œuvres littéraires l'Iliade et l'Odyssée d'Homère, au VIIIe siècle av. J.-C.,.